# STS-111

## Tripulación
- Kenneth D. Cockrell (5), Comandante
- Paul S. Lockhart (1), Piloto
- Franklin Chang-Díaz (7), Especialista de misión
- Philippe Perrin (1) (CNES), Especialista de misión

### Tripulación de laExpedición 5hacia la EEI
- Valery G. Korzun (2) (RSA), Comandante (EEI)
- Peggy A. Whitson (1), Ingeniero de vuelo (EEI)
- Sergei Y. Treschev(1) (RSC), Ingeniero de vuelo

### Tripulación de laExpedición 4hacia la Tierra
- Yuri I. Onufrienko (2) (RSA), Comandante (EEI)
- Carl E. Walz (4), Ingeniero de vuelo (EEI)
- Daniel W. Bursch (4), Ingeniero de vuelo (EEI)

( ) indica el número de vuelos espaciales que cada miembro ha completado. Incluida esta misión.

## Parámetros de la misión
- Masa:
  - Del Orbiter al despegar: 116.523 kg
  - Del Orbiter al aterrizar: 99.385 kg
  - Carga: 12.058 kg
- Perigeo: 349 km
- Apogeo: 387 km
- Inclinación: 51,6°
- Período: 91,9 min

### Acoplamiento con la EEI
- Acoplamiento: 7 de junio de 2002, 16:25:00 UTC
- Desacoplamiento: 15 de junio de 2002, 14:32:00 UTC
- Tiempo de acoplamiento: 7 días, 22 h, 7 min, 00 s